# Bertram Phillips
Bertram Phillips (...) è un regista e produttore cinematografico britannico attivo prevalentemente durante l'era del cinema muto; nel passaggio al sonoro, fra il 1927 e il 1929, diresse diversi cortometraggi con il sistema sound-on-film della DeForest Phonofilm, tra cui Arthur Roberts Sings "Topsey-Turvey" (1927), The New Paris Lido Club Band (1928), Ag and Bert (1929) con Mabel Constanduros e Michael Hogan e The Percival Mackey Trio (1929).

## Filmografia

### Regista
- The White Star (1915)
- Frills (1916)
- Won by Losing (1916)
- The Chance of a Lifetime (1916)
- Ye Wooing of Peggy (1917)
- A Man the Army Made (1917)
- Meg o' the Woods (1918)
- Rock of Ages (1918)
- It's Happiness That Counts (1918)
- A Little Child Shall Lead Them (1919)
- Trousers (1920)
- Dickens Up-to-Date (1923)
- Juliet and Her Romeo (1923)
- One Excited Orphan (1923)
- Stung by a Woman (1923)
- Tut-Tut and His Terrible Tomb (1923)
- The School for Scandal (1923)
- Faust (1923)
- Straws in the Wind (1924)
- The Alley of Golden Hearts (1924)
- Her Redemption (1924)
- Arthur Roberts (1927)
- The New Paris Lido Club Band (1928)
- Ag and Bert (1929)
- The Percival Mackey Trio (1929)

### Sceneggiatura
- Ye Wooing of Peggy (1917, regia di Bertram Phillips)

### Produttore
- It's Happiness That Counts (1918, regia di Bertram Phillips)
- Trousers (1920, regia di Bertram Phillips)
- Sold and Healed (1922, regia di Bernard Dudley)
- Football Fun (1922, regia di Bernard Dudley)
- The Conjurors (1922, regia di Bernard Dudley)
- Boy Scouts (1922, regia di Bernard Dudley)
- Making Good Resolutions (1922, regia di Bernard Dudley)
- Peter the Barber (1922, regia di Bernard Dudley)
- Making Paper Money (1922, regia di Bernard Dudley)
- Paper Hanging (1922, regia di Bernard Dudley)
- Cutting Out Pictures (1922, regia di Bernard Dudley)
- Playing at Doctors (1922, regia di Bernard Dudley)
- Spring Cleaning (1922, regia di Bernard Dudley)
- The Sweep (1922, regia di Bernard Dudley)
- Faust (1923, regia di Bertram Phillips)
- The School for Scandal (1923, regia di Bertram Phillips)
- Tut-Tut and His Terrible Tomb (1923, regia di Bertram Phillips)
- Stung by a Woman (1923, regia di Bertram Phillips)
- One Excited Orphan (1923, regia di Bertram Phillips)
- Juliet and Her Romeo (1923, regia di Bertram Phillips)
- Dickens Up-to-Date (1923, regia di Bertram Phillips)
- Straws in the Wind (1923, regia di Bertram Phillips)
- Her Redemption (1923, regia di Bertram Phillips)
- The Alley of Golden Hearts (1923, regia di Bertram Phillips)